# 東大阪市立大蓮小学校
東大阪市立大蓮小学校（ひがしおおさかしりつ おおはすしょうがっこう）は、大阪府東大阪市大蓮南にある公立小学校。

## 沿革
- 2015年（平成27年）3月31日 - 東大阪市立大蓮東小学校を統合。

## 通学区域
- 大蓮東3丁目、大蓮東4丁目1～11番、大蓮東5丁目、大蓮南1～5丁目[1]

## 進路状況
ほとんどの児童は東大阪市立長瀬中学校へ進学するが、国私立中学校へ進学する児童もいる。